# ヌートピア国際賛歌
ヌートピア国際賛歌（ヌートピアこくさいさんか、Nutopian International Anthem）は、イギリスのミュージシャンであるジョン・レノンとその妻の前衛芸術家オノ・ヨーコによって作詞・作曲された楽曲であり、同夫妻が1973年4月1日に創設した国家「ヌートピア」の国歌である。

## 概要
1973年4月2日、ジョン・レノンとオノ・ヨーコは記者会見を開き、その前日に新国家「ヌートピア」を建国したことを表明した。夫妻の明らかにしたところによれば、この国は領土も国境も法律もなく、その国民（ヌートピアン）となることを望む人々によってのみ構成される概念上の国家である。またヌートピアの国旗は白一色のハンカチであり、ヌートピアンは全員が大使の権限をもつとのことである。次いで同年11月16日、ジョン・レノンの個人名義第3弾アルバム『マインド・ゲームス』において国歌「ヌートピア国際賛歌」が発表された。建国にともない、ダコタ・ハウス(The Dakota)のレノン夫妻宅には「NUTOPIAN EMBASSY」（ヌートピア大使館）の文字が彫られた額が飾られた。
曲の内容は、6秒間の無音状態である。ジョン・レノンによると、この6秒の間にヌートピアンになりたい人はそれぞれのアプローチでヌートピアンとなることを宣言すればその資格を得る。聞き手が直接関わりあうことではじめて内容をもつ音楽になるという「前衛音楽」としての側面ももっているが、ジョンが前衛作品をアルバムの中に入れたのは個人名義では『マインド・ゲームス』が唯一であり、同時に生前最後となった（オノ・ヨーコとの連名では『「未完成」作品第1番：トゥー・ヴァージンズ』("Unfinished Music No.1: Two Virgins")、『「未完成」作品第2番：ライフ・ウィズ・ザ・ライオンズ』("Unfinished Music No.2: Life with the Lions")、『ウェディング・アルバム』("Wedding Album")の前衛音楽三部作を録音している）。また当アルバムの日本盤タイトルは、この曲にちなんで『ヌートピア宣言』と題された。
建国記念日がエイプリルフールであることなどから、これはジョンとヨーコによるジョークであると受け取られがちであるが、その理念は1971年に発表した前々作『イマジン』のタイトル・トラックの思想を引き継いだものであること、また建国前後のジョン・レノンはアメリカへの永住権をめぐって合衆国政府と係争中であったというシリアスな事情などが、「本人が望んだだけで誰でも国籍を取得できる国」の設立の背景にあることは確かである。
2006年には、ジョン・レノンの反戦運動や合衆国政府との確執を題材としたドキュメンタリー映画"The U.S. vs. John Lennon"を制作したライオンズ・ゲート・エンタテインメント社(Lions Gate Entertainment)によってヌートピアの公式ウェブサイトが作られている（外部リンクを参照）。